# Rhenlandet

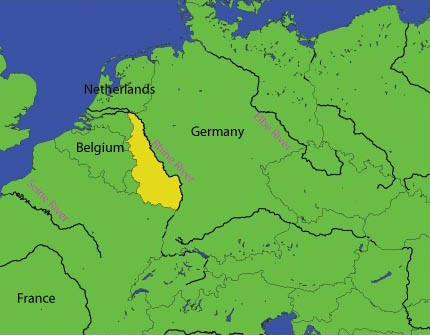
Mellersta Rhens västbank.

Rhenlandet (tyska: Rheinland) har historiskt betecknat flera olika områden i västra Tyskland längs med nedre och mellersta Rhenfloden ner mot gränsen till dagens Nederländerna.
Efter andra världskriget finns det man kallar Rhenlandet uppsplittrat i delar i förbundsländerna Hessen, Nordrhein-Westfalen, Rheinland-Pfalz och Saarland. Idag är det främst området väster om mellersta Rhen i Nordrhein-Westfalen som åsyftas.